# Ивановская Промышленная область
Ива́новская Промы́шленная область (сокр. ИПО) — административная единица на территории Российской Советской Федеративной Социалистической Республики, существовавшая с 14 января 1929 года по 11 марта 1936 года. Административным центром был город Иваново-Вознесенск (в 1932 году переименован в Иваново).

## История

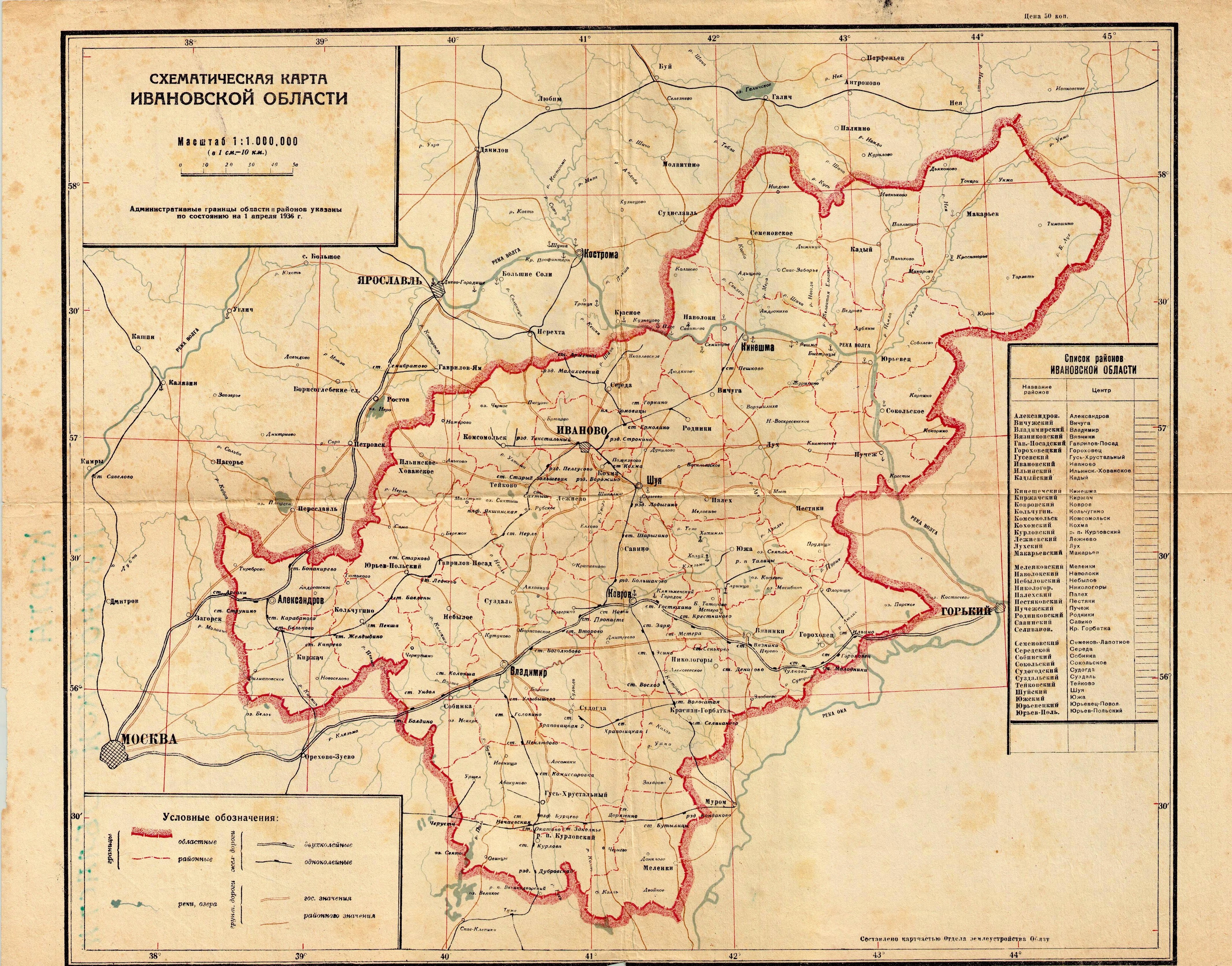
Карта Ивановской области после отделения Ярославской (на 1 апреля 1936)

Постановлением Президиума ВЦИК «Об образовании на территории РСФСР административно-территориальных объединений краевого и областного значения» от 14 января 1929 года с 1 октября 1929 года была образована Ивановская Промышленная область (в самом постановлении данного наименования ещё нет, Комиссии по районированию при Президиуме ВЦИК поручено установить наименование области) с центром в городе Иваново-Вознесенске, в составе, в качестве основного массива, губерний Иваново-Вознесенской, Владимирской, Ярославской и Костромской.
Первоначально разделялась на Александровский, Владимирский, Кинешемский, Костромской, Рыбинский, Шуйский (сперва недолгое время Иваново-Вознесенский), Ярославский округа, состоявшие, в свою очередь, из районов — сначала их всего было 64, затем число менялось. 23 июля 1930 года округа были упразднены, их районы (60) непосредственно стали входить в область.
К 1 октября 1931 года в области насчитывалось 60 районов, в которые входило 1836 сельсоветов, 40 городов, в том числе выделенных в самостоятельные административно-хозяйственные единицы — 4 (г. Иваново-Вознесенск — 177 207 жит., с подчинёнными сельсоветами — 195 813 жит., г. Ярославль — 155 500 жит., с подчинёнными сельсоветами — 175 300 жит., г. Кострома — 87 590 жит., с подчинёнными сельсоветами — 107 670 жит., г. Рыбинск — 69 800 жит., с подчинёнными сельсоветами — 80 500 жит.), рабочих посёлков — 21, сельских населённых пунктов — 31 038. Площадь области на 01.01.1931 составляла 123 080 км², население 4 404 700 чел., в том числе 1 202 000 — городского населения (27,3 %), плотность населения — 35,8 чел/кв.км. Национальный состав: русские — 99,2 %. Крупными населёнными пунктами были также:
- г. Кинешма — 50 095 жит.
- г. Шуя — 44 882 жит.
- г. Владимир — 42 210 жит.
- г. Ковров — 40 950 жит.
- г. Вичуга — 33 138 жит.
- г. Середа — 25 978 жит.
- рп Гусь-Хрустальный — 25 525 жит.
- г. Вязники — 24 054 жит.
- г. Ростов — 23 305 жит.

1 января 1932 года Постановлением Президиума ВЦИК были ликвидированы следующие районы Ивановской промышленной области: Заволжский, Ивановский, Костромской, Рыбинский, Ставровский, Судейский, Ярославский.
В 1932 году в городе Вичуга произошли забастовка и бунт рабочих, недовольных резким снижением карточных норм на хлеб. Забастовщики, захватив здание горкома партии, ОГПУ и почту, объявили о свержении советской власти. На подавление мятежа были брошены войска, в ходе боёв было убито несколько сотен рабочих.
20 июля 1934 года селения Гончары и Повалихино Гороховецкого района перешли в Фоминский район Горьковского края. 2 марта 1935 года селение Гусь-Железный Меленковского района перешло в Касимовский район Московской области, а селения Покровка и Демлево из Петушинского района Московской области — в Кольчугинский район Иваново-Вознесенской области.
11 марта 1936 года Ивановская Промышленная область была разделена на Ярославскую и Ивановскую области (в августе 1944 года из состава Ивановской выделены Костромская и Владимирская области). Большинство первых лиц Ивановской Промышленной области было расстреляно в 1937—1938 годах.

## Руководители
Председатели Исполнительного комитета Ивановского Промышленного областного Совета
- 1929 — 6.1931 — Андрей Васильевич Гриневич
- 6.1931 — 1933 — Николай Афанасьевич Кубяк
- 1.1935 — 3.1936 — Сергей Петрович Агеев

Первые секретари Ивановского Промышленного областного комитета ВКП(б)
- 1929 — 1.1932 — Николай Николаевич Колотилов
- 1.1932 — 11.3.1936 — Иван Петрович Носов